# ایالت گرانیت (بریکینگ بد)
«ایالت گرانیت» پانزدهمین قسمت بریگینگ بد فصل پنجم سریال درام تلویزیونی جنایی آمریکایی بریکینگ بد و قسمت شصت و یکم است. این قسمت توسط پیتر گولد کارگردانی و نویسندگی شده‌است. در ۲۲ سپتامبر ۲۰۱۳ از ای‌ام‌سی (شبکه تلویزیونی) در ایالات متحده و کانادا پخش شد.

## داستان
اد گالبریت ، سائول گودمن را به تعمیرگاه جاروبرقی خود می‌آورد، جایی که والتر وایت نیز منتظر هویت جدیدی است.  والت تلاش می‌کند تا سائول را وادار کند تا با او بیاید اما به دلیل سرفه کردن او را تحت فشار قرار می‌دهد. سائول که دیگر مرعوب والت نیست، برای زندگی جدید خود در نبراسکا می‌رود.
باند جک ولکر به خانه ماری شریدر یورش می‌برد و نوار اعتراف جسی پینکمن را پیدا می‌کند.  جک می‌خواهد جسی را به خاطر اطلاع‌رسانی بکشد، اما تاد آلکویست از جسی می‌خواهد برای تحت تأثیر قرار دادن لیدیا رودارت کویل، که تاد شیفته‌اش است، مات بپزد. با دانستن اینکه اسکایلر وایت یک بار با لیدیا ملاقات کرده‌است  تاد و دیگر اعضای باند به خانه اسکایلر می‌روند و او را تهدید می‌کنند که ساکت بماند. لیدیا متقاعد نشده‌است که اسکایلر ساکت بماند، و قصد دارد به عملیات متابولیک آنها پایان دهد، اما پس از اینکه تاد به او اطلاع داد که متی که باند تولید می‌کند اکنون به دلیل جسی، خلوص ۹۲ درصدی دارد، تجدید نظر می‌کند. جسی فرار می‌کند اما دوباره دستگیر می‌شود. تاد جسی را مجبور می‌کند تا شاهد کشتن آندره آ کانتیلو باشد. جک براک کانتیلو را تهدید می‌کند که اگر جسی دوباره فرار کند.
اد والت را به کلبه‌ای منزوی در نیوهمپشایر می‌برد و می‌گوید که او هر ماه برای آوردن غذا و مواد مورد بازدید قرار می‌گیرد. او هشدار می‌دهد که اگر والت کابین را ترک کند خطر دستگیری را در پی دارد. ماه‌ها بعد، والتی ژولیده، تنها و پشیمان ریش و سرش پر است. اد به والت می‌گوید که اسکایلر از نام خانوادگی‌اش استفاده می‌کند و به‌عنوان توزیع‌کننده تاکسی نیمه‌وقت کار می‌کند. شکار سراسری والت برای والت ادامه دارد و خانه متروک او به چیزی شبیه به یک جاذبه توریستی تبدیل شده‌است.
والت ده هزار دلار را در جعبه ای بسته‌بندی می‌کند و به شهر می‌رود. او در بار محلی می‌ایستد و به یک خدمتکار پول می‌دهد تا با تظاهر به ماری به مدرسه والتر وایت جونیور زنگ بزند. والت سعی می‌کند با والتر جونیور که پس از فرار والت از آلبوکرک نام خود را به فلین تغییر داده‌است آشتی کند و می‌گوید که برای فلین، لوئیس، دوست فلین، پول خواهد فرستاد تا فلین به اسکایلر بدهد. فلین خشمگین والت را مسئول مرگ هنک شریدر می‌داند  و آرزو می‌کند والت بمیرد. والت افسرده با دی تماس می‌گیرد تا تسلیم شود و تلفن را کنار می‌گذارد تا بتوانند مکان او را ردیابی کنند.
در حالی که منتظر رسیدن پلیس است، والت در تلویزیون بار می‌بیند که گرچن و الیوت شوارتز در حال مصاحبه با چارلی رز هستند. آنها کمک‌های او به فناوری‌های ماده خاکستری را به حداقل می‌رسانند، که او را عصبانی می‌کند. والت با انگیزه خشم خود قبل از رسیدن پلیس فرار می‌کند.

## تولید

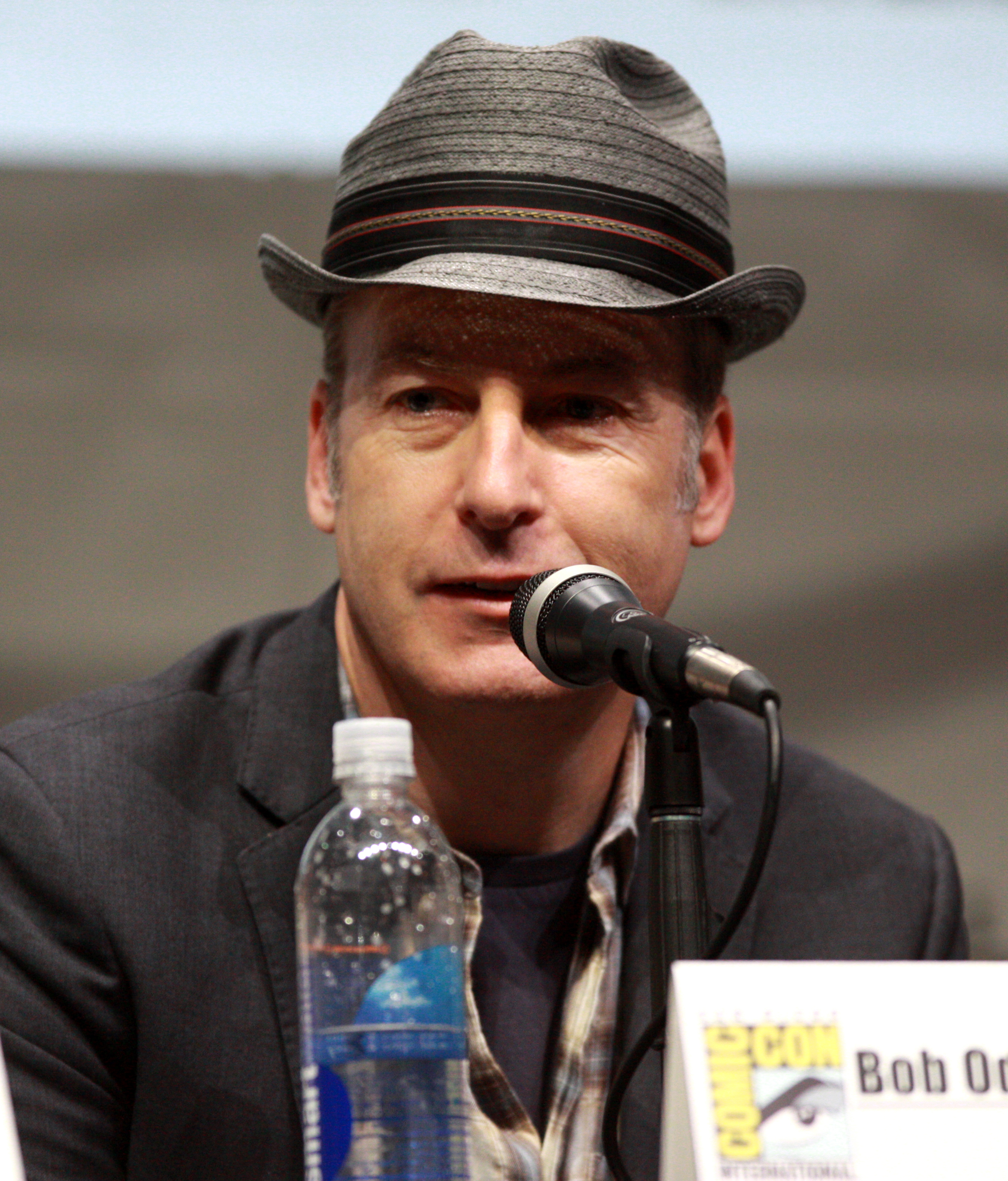
باب اودنکرک آخرین حضور خود (قبل از بهتره با سال تماس بگیری) را در نقش سائول گودمن در این قسمت انجام داد.

## بازخورد
این قسمت توسط ۶٫۵۸ میلیون بیننده در پخش اصلی خود تماشا کردند.

## یادداشت
1. 1 2  As seen in "Ozymandias".
2. ↑  As seen in "Rabid Dog".
3. ↑  As seen in "Blood Money".

## بیشتر خواندن
- Tim Goodman (September 22, 2013). "'Breaking Bad' Deconstruction, Ep. 15: 'Granite State'". The Hollywood Reporter.